# 掸邦
掸邦（發音：[mə́ŋ.táj]，發音：[ʃáɰ̃ pjìnɛ̀]），是缅甸联邦东部的一个邦，东邻中华人民共和国、老挝、泰国。面积155,801平方公里，人口609万（2017年），是缅甸联邦裡面积最大和人口最多的一个邦。掸邦的主體民族为掸族（又称傣族，英文中的Shan/“掸族”一词特指傣耶支系），另外还有大量的漢族（包括果敢族）、克欽族（包括景頗族）、佤族、傈僳族、阿卡族、拉祜族、德昂族、勃欧族等其他少數民族。近年來也有一些緬族人移居緬北的撣邦等地。撣邦的首府為东枝，以避暑地闻名。

## 地理
掸邦东面与中华人民共和国云南省、老挝和泰国相接壤，南与克耶邦、克伦邦相連，西與曼德勒省相连，北与克钦邦相連。
掸邦位于掸邦高原，平均海拔1200米，著名的山岭间有江河谷地有黑河盆地、锡波盆地、登尼盆地和景栋盆地等。主要河流为萨尔温江，该江发源于中国大陆，流经掸邦，南流去。掸邦和老挝之间有湄公河界河。

## 历史

### 古代
掸邦在唐宋时代按照梵语称为“妙香国”，当时掸邦跟云南南部同属南诏国、大理國。公元937年（后晋天福二年），通海节度段思平灭南诏建国，定都羊苴咩城，国号大理，疆域大致是现在的中国云南省、贵州省、四川省西南部，缅甸北部地区，以及老挝与越南的少数地区。公元1095年，高升泰改国号为大中国，1096年高升泰在死后归政于段正淳，史称后理国。公元1253年，元世祖忽必烈“革囊渡江”征云南，元朝灭大理国，后建云南等处行中书省，原大理国王段氏被任为大理世袭总管。
南掸邦系孟艮、整欠、猛勇、整卖、景线、六本、景海、猛龙、补哈、猛撤诸地，北掸邦系木邦、大山、猛育诸地。那裡的居民在漢代出現于文献，稱「乘象蠻」（版圖至老撾北部），國號越裳，歸永昌郡管。國王叫雍田，萬象一名由它而來。清代時掸聯邦仍然由掸邦各族土司王统治，而与缅甸本部的贡榜王朝不同。
撣邦南部則是曾屬蘭納王國。1776年暹羅贏得泰緬戰爭，奪得含蘭納在内的幾乎所有今日撣邦土地。1893年暹羅又把這些土地割讓給英屬緬甸。掸邦北部属英国殖民当局间接统治的葫蘆王地。

### 英國殖民
1886年，英国佔領缅甸本部（俗稱下緬甸），1890年英國征服撣聯邦，置众掸邦、北部克钦邦、西北部钦邦等众边区，为英帝国的保护边区。
1922年時，撣聯邦由33邦聯合組成，分別為：21個撣族邦、7個德努族邦、2個巴奧族邦、1個巴朗族邦、1個巴當族邦、1個果敢族邦。撣聯邦由英國保護時期（1890年－1948年），英國當局將佤邦劃入撣聯邦，共計34邦。
第二次世界大戰緬甸戰役中，英軍被日泰聯軍重創，泰國在日本同意下，割撣邦南部给泰國，設立源泰邦。1945年6月，盟軍擊退當地泰國軍隊，撣邦被解放。
1947年2月11日，撣聯邦委員會制訂撣國歌與三色白圈撣邦國旗，並定2月7日為撣國慶日。
1947年2月12日，撣邦、克欽邦、欽邦及緬甸本部於撣邦境內彬龍小鎮上，簽署彬龍協議，協議之目的為：聯合撣邦、緬甸、克欽邦、欽邦及英國統治下的各邦，聯合向英國爭取聯合獨立。
1947年2月15日，撣聯邦委員會改稱為眾撣邦委員會。
1947年9月24日，倉促完成緬甸聯邦憲法。

### 緬甸建國與內戰
1948年1月4日，聯合獨立成功，緬甸聯邦誕生。國家依《緬甸聯邦憲法》運作。是年，為配合緬甸聯邦的國體，撣邦政府把2月7日「撣國慶日」改名為「撣邦節」，撣邦之名一直沿用至今。1948年，緬甸聯邦第一任聯邦總統由撣邦撣族土司王蘇瑞泰擔任。任期1948年至1952年。
1952年，吳努為首之反法西斯人民自由同盟成為緬甸執政黨。同年緬甸藉驅逐中國國民黨殘軍為由，進軍撣邦。
1958年，奈溫將軍強迫吳努讓其成立「看守政府」。同年，《緬甸聯邦憲法》賦予撣邦的去、留權力，被看守政府擱置，由撣邦人民組織而成之軍隊，與看守政府之國防軍發生歷史性之第一次交戰。《緬甸聯邦憲法》明定憲法運作十年後，撣邦、克倫尼邦有權決定自己是否還願意成為緬甸聯邦一份子。
1962年，吳努的聯邦黨（由反法西斯人民自由同盟廉潔派改名）競選獲勝而組織政府。3月2日，緬甸軍事強人奈溫將軍政變奪權，同年，作廢《聯邦憲法》，成立革命委員會進行軍人獨裁統治。聯邦憲法之作廢等於宣告緬甸聯邦解體，從此，各邦紛紛為原有之自主權而與緬甸本部交戰，遍及緬甸全國之內戰於焉展開，並一發不可收拾。
1964年，撣邦人民組織正式之撣邦軍，正式為收復撣邦國土而努力。1968年，緬甸共產黨進入撣邦東部並於當地成立緬甸人民軍，人民軍主要由當地佤族組成。1988年10月26日，撣邦眾民族民主聯盟成立。
1989年3月12日，彭家聲的果敢部隊於果敢縣宣佈脫離緬甸共產黨。並建置緬甸民族民主同盟軍。是年與緬甸軍政府逹成停戰協議。4月林明賢之815軍區宣佈脫離緬甸共產黨，並另立門戶組織撣邦東部同盟軍。同年，與緬甸軍政府逹成停戰協議。4月17日，鮑有祥之佤部隊於佤邦宣佈脫離緬甸共產黨，並成立緬甸國家團結黨隨後更名為佤邦聯合黨，武裝部隊命名為佤邦聯合軍。5月18日佤邦與緬甸軍政府逹成停戰協議。
1989年撣邦軍分裂，北撣邦軍與緬甸軍政府達成停戰協議。其餘撣邦軍繼續戰鬥。
1990年緬甸舉行全國普選，昆吞屋（Khun Toon Oo）領導之撣邦眾民族民主聯盟在撣邦地區取得壓倒性勝利。同時，翁山蘇姬女士領導之全國民主聯盟在緬甸本部地區也取得壓倒性勝利但選舉結果被緬甸軍政府否定。
1993年12月12日，被外界稱為毒品大王之孟泰軍領導坤沙，宣佈撣邦脫離緬甸聯邦獨立建國，建立撣邦共和國。1996年1月24日坤沙領導之孟泰軍在佤軍、緬軍、泰國政府之壓力下，撣邦共和國正式向緬甸軍政府無條件投降。
在2009年之前果敢(撣邦第一特區)軍事力量由緬甸民族民主同盟軍以及緬甸中央政府派駐於滾弄的軍隊所構成。同盟軍由彭家聲所領導負責特區治安以及面對中國邊境的國防，而中央政府的軍隊則駐守在果敢南部重要的據點滾弄，負責特區對撣邦其他方面的軍事控制，不負責特區內部事務。特區政府的掌握的邊防警力規模由緬甸中央政府規定，但武裝配備由特區政府負責，特區政府擁有較高的自主權。
2009年8月軍事衝突之後，聯邦政府驅逐了彭家聲。果敢自治區政府的机关部门新增加了缅族成员，缅当局宣布“緬甸民族民主同盟軍改編成邊防部隊”。然而，事实上被改编的仅为同盟军的少数人员。缅甸民族民主同盟军在战局不利下暂时撤离果敢，但仍試圖重新占领果敢。
2015年2月9日果敢发生军事冲突，彭家聲率領重整後的同盟軍反攻果敢，自治區的難民湧向南傘以及臘戍。2月10日，彭家聲發表公開求救信，呼籲中國人民和全球華人關注果敢華人命運，並強調是緬甸軍政府在果敢實施暴力鎮壓才被迫抵抗。中國邊防軍已在安置難民。3月13日邊境轟炸作業的缅甸军机將炸弹落入中國境内，造成云南省临沧市耿马县孟定镇大水桑树村平民5死8伤但之後戰火逐步平息。
2021年新冠疫情第二年期間緬甸軍事政變事件發生，戰火開始蠢動。2023年10月27日，戰亂轉烈缅北腊戌、贵慨等多地的缅军据点遭同盟軍武装袭击并爆发交火，战事激烈有陣地和基地失守。此次袭击由缅甸民族民主同盟军主导。此前10月初佤邦建設部部長，佤邦聯合黨中央政治局委員鮑岩板以及親信勐能縣縣長何春田突然被中華人民共和國以經營緬北電信詐騙基地罪名發布通緝，等於首次向中國民眾揭露了緬北詐騙產業與佤邦政治高層有關，東南亞部分媒體分析認為當地長期各方利益勢力混雜，但此輪戰火與中國決心清除緬北詐騙有潛在的內部邏輯關聯。在戰火開啟後緬甸軍方開始大量緝捕詐騙園區人員移交中方每一批次動輒達上千人，進攻方的果敢同盟軍也發布公告打擊詐騙並表明要將犯人移交中方。

## 行政區劃
撣邦原下轄11個縣和54個鎮區。2010年新設朗科縣；2011年新設戶板、馬曼2縣；2014年撤孟別縣和滾弄縣，新設孟密縣；2019年撤老街县；2022年新設貴概、當陽、格勞、孟洋、勐拉、孟陽、南桑、孟休、孟東9縣。另有4個不設縣的果敢自治区、德昂自治區、德努自治區和勃歐自治區。現21個縣分別是：
- 東枝縣（တောင်ကြီးခရိုင်）
- 萊林縣（လွိုင်လင်ခရိုင်）
- 臘戍縣（လားရှိုးခရိုင်）
- 木姐縣（မူဆယ်ခရိုင်）
- 皎梅縣（ကျောက်မဲခရိုင်）
- 景棟縣（ကျိုင်းတုံခရိုင်）
- 孟薩縣（မိုင်းဆတ်ခရိုင်）
- 大其力縣（တာချီလိတ်ခရိုင်）
- 朗科縣（လင်းခေးခရိုင်）
- 户板县（ဟိုပန်ခရိုင်）（佤自治州 ဝကိုယ်ပိုင်အုပ်ချုပ်ခွင့်ရတိုင်း）
- 马曼县（မက်မန်းခရိုင်）（佤自治州 ဝကိုယ်ပိုင်အုပ်ချုပ်ခွင့်ရတိုင်း）
- 孟密縣（မိုးမိတ်ခရိုင်）
- 贵概县（ကွတ်ခိုင်ခရိုင်）
- 當陽縣（တန့်ယန်းခရိုင်）
- 格勞縣（ကလောခရိုင်）
- 勐养县（မိုင်းယန်းခရိုင်）
- 勐拉縣（မိုင်းလားခရိုင်）
- 勐永县（မိုင်းယောင်းခရိုင်）
- 南桑縣（နမ့်စန်ခရိုင်）
- 孟休縣（မိုင်းရှူးခရိုင်）
- 孟東縣（မိုင်းတုံခရိုင်）
- 果敢自治區 ကိုးကန့်ကိုယ်ပိုင်အုပ်ချုပ်ခွင့်ရဒေသ
- 德昂自治區（ပလောင်ကိုယ်ပိုင်အုပ်ချုပ်ခွင့်ရဒေသ）
- 德努自治區（ဓနုကိုယ်ပိုင်အုပ်ချုပ်ခွင့်ရဒေသ）
- 勃歐自治區（ပအိုဝ်းကိုယ်ပိုင်အုပ်ချုပ်ခွင့်ရဒေသ）

## 法律
2006年5月24日，掸邦宪法起草委员会公布第一版掸邦宪法，该部宪法将是掸邦所有法令的法源依据。第一版宪法中，最为突出的三项分别为：一、法定英语为掸邦的唯一通用官方语言，各族的母语限使用于各族的社群里；二、选举制度采用比例代表制，有利于小政党的声音也能进入国会中；三、国会采用二院制，上议院或称民族院比下议院拥有更大的权力，比如，总统与副总统由上议院议员投票决定，各行政部门官员亦是。

## 主要镇区
- 東枝市：掸邦的首府，人口1,701,338多人（2014），通铁路和公路。黑河的機場。
- 景棟市：位于萨尔温江以东，是一个重要城镇。
- 老街市：缅甸联邦第一特区之政治、經濟、文化中心。
- 邦康市：佤邦之政治、經濟、文化中心。
- 勐拉市：撣邦东部第四特區之政治、經濟、文化中心。
- 大其力市：大其力市是一个靠近泰国边界的边境城市，在边境贸易中发挥着重要的作用。
- 腊戍市：掸邦北部的一个重要的铁路运输枢纽，航空线路可通往各地。
- 南渡市：南渡市因有冶炼厂而出名。
- 木姐市：緬中邊境城市，為緬甸對中國大陆貿易門戶。